# Бориско, Юлия Анатольевна
Ю́лия Анато́льевна Бори́ско (укр. Юлія Анатоліївна Бориско; род. 28 ноября 1978 года, Львов, Украинская ССР, СССР) — украинская телеведущая, журналист.

### Карьера
Родилась 28 ноября 1978 года во Львове. Окончила Львовский национальный университет имени Ивана Франко. Первым местом работы была львовская газета «Экспресс», когда Бориско училась на третьем курсе университета.
В 2000 году переехала в Киев, где в период с 2000 по 2001 год проработала журналистом ТРК «Экспресс-Информ» (специализация — финансы и налоги).
С 2001 по 2004 год была журналистом ТСН на телеканале 1+1 и ведущей утреннего шоу «Завтрак с 1+1».
2005 — ведущая утренних «Фактов» на канале ICTV.
С 2005 по 2008 год была ведущей «Новостей» на «Первом национальном телеканале».
С 2008 по 2020 год была ведущей ночного выпуска ТСН, который выходит после 23:00. Свою работу в позднем выпуске ТСН называла «поцелуем в лоб на ночь» и считала, что программа должна содержать главные новости и нести определённый заряд позитива. Также, с сентября 2017 по август 2020 была ведущей выпуска ТСН в 16:45.
По версии журнала «Фокус», занимает 22 место в рейтинге самых успешных телевизионных ведущих Украины.

### Личная жизнь
Муж — Роман Выбрановский. Дети: дочка Соломия (2003 г. р.), сын Марко (2006 г. р.). Бабушка и дедушка похоронены на Яновском кладбище.
Вегетарианка;
Любимые писатели — Герман Гессе, Джордж Оруэлл, Сергей Довлатов, Александр Мень, Экхарт Толле, Леся Украинка и Лина Костенко. Иногда перечитывает Новый Завет;